# Viação Férrea Campinas-Jaguariúna
A Viação Férrea Campinas-Jaguariúna (VFCJ) é um complexo de preservação ferroviária, que inclui trem turístico cultural, cujo trajeto sai da cidade de Campinas (estação Anhumas) até Jaguariúna, a 25 km do ponto de partida. O trem é conduzido por autênticas locomotivas a vapor, oriundas de várias estradas de ferro brasileiras. Este complexo tornou-se o primeiro trecho mantido pela ABPF (Associação Brasileira de Preservação Ferroviária).

## História[1]
A VFCJ era inicialmente um trecho da linha-tronco da Cia. Mogiana de Estradas de Ferro, desativada no início da década de 1970, quando a sua sucessora, a Ferrovia Paulista S.A. (FEPASA), passou a usar a extensão de uma variante para atender a Refinaria do Planalto em Paulínia e desativou o transporte sobre trilhos na antiga linha, criada ainda no século XIX e com algumas alterações na década de 1920. Esse trecho da linha mostrou-se adequado para o propósito restauracionista e turístico da ABPF, que conseguiu o trecho e o material ferroviário em comodato da FEPASA, assim como mais material ferroviário de antigas linhas sob a administração da RFFSA. Em 1980, saiu o comodato e a partir de 1981, a VFCJ entrou em operação.
Desse ano entre 1981 até 1985 a Associação Brasileira de Preservação Ferroviária manteve a Viação Férrea Campinas-Jaguariúna operando entre a Estação Anhumas e a Estação de Jaguariúna. Todavia, a administração municipal da época desapropriou o entorno da estação e retirou os trilhos e a ponte, fazendo com que a ABPF tivesse de construir uma pequena estação, como o nome da antiga estação (Jaguary), do outro lado do Rio Jaguari, a partir da qual as composições voltavam de ré. Em 2006, a Prefeitura de Jaguariúna comprometeu-se a construir a extensão de 1.200 metros da pequena estação existente para que a antiga estação de Jaguariúna retomasse sua função original. A obra teve custo de R$1,5 milhão e foi inaugurada em outubro de 2006. Com a conclusão a obra, as locomotivas a vapor podem agora chegar à estação e voltar na direção correta graças a um girador instalado no fim da linha, do lado a oeste da estação.

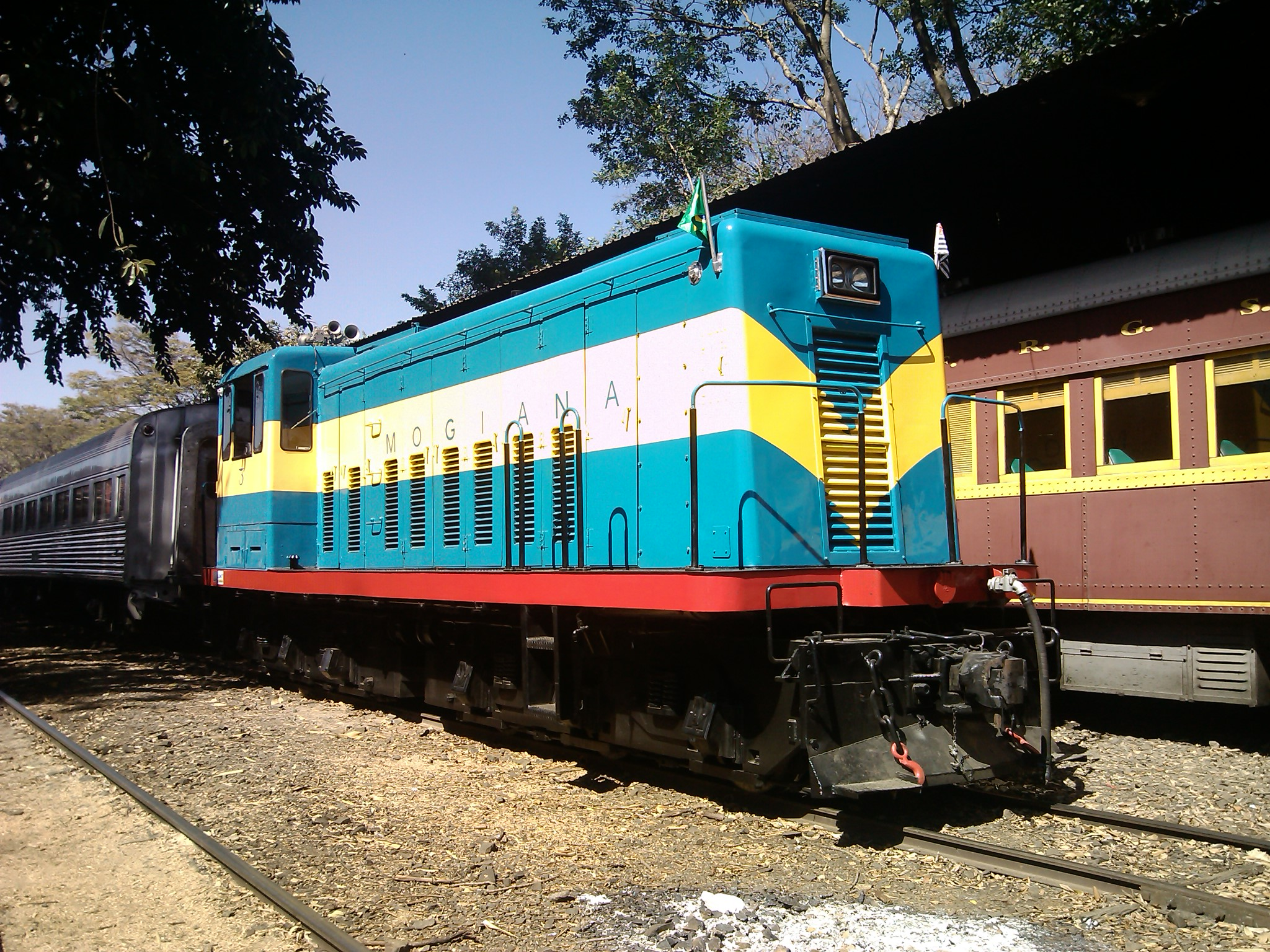
Manobreira GE 70t preservada pela ABPF na Estação de Anhumas - Campinas - SP

## Estações
- Anhumas
- Pedro Américo
- Tanquinho
- Desembargador Furtado
- Carlos Gomes
- Jaguariúna